# Artigues, Aude

Artigues este o comună în departamentul Aude din sudul Franței. În 1 ianuarie 2022 avea o populație de 73 de locuitori.